# Shafag Karimova
Shafag Karimova est une joueuse de volley-ball azérie née le 15 octobre 1988. Elle mesure 1,74 m et joue libero. Elle totalise 65 sélections en équipe d'Azerbaïdjan. 

## Clubs
| Club           | Pays        | De        | À         |
| -------------- | ----------- | --------- | --------- |
| Azerrail Bakou | Azerbaïdjan | 2006-2007 | 2009-2010 |
| Shirvan VK     | Azerbaïdjan | 2010-2011 | …         |

## Palmarès
- Championnat d'Azerbaïdjan
  - Vainqueur :  2007, 2008.